# Einzelrichter
Einzelrichter bezeichnet einen Richter, der allein, also ohne beisitzende Berufsrichter oder ehrenamtliche Richter über einen Fall entscheidet, das jeweilige Gericht also allein verkörpert. Das Gegenstück zum Einzelrichter ist das Kollegialgericht, in dem mehrere Richter gemeinsam entscheiden.
In welchen Fällen der Einzelrichter und in welchen Fällen ein Kollegialgericht entscheidet, wird durch das Gerichtsverfassungsrecht des jeweiligen Landes geregelt.
Die deutsche Rechtslage hat in den letzten Jahrzehnten dem Einzelrichter verstärkt Kompetenzen auch in Bereichen zugewiesen, die früher den Kollegialgerichten vorbehalten waren, nämlich die Erweiterung der sachlichen Zuständigkeit der Amtsgerichte oder durch die Möglichkeiten auch am Landgericht oder am Oberlandesgericht sowie in den Revisionsgerichten durch den Einzelrichter zu entscheiden.

## Ordentliche Gerichtsbarkeit
In Verfahren, die zur ordentlichen Gerichtsbarkeit gehören, kann der Spruchkörper in allen Instanzen durch einen Einzelrichter gebildet werden.

### Amtsgericht
Die beim Amtsgericht gebildeten Abteilungen sind stets durch einen Richter besetzt, der auch als Einzelrichter entscheidet (§ 22 Abs. 1 GVG).  Ausnahmen sind die für bestimmte Strafverfahren gebildeten Schöffengerichte und das Landwirtschaftsgericht. Bei den Schöffengerichten entscheidet der Amtsrichter zusammen mit zwei Schöffen, beim erweiterten Schöffengericht wird zusätzlich noch ein weiterer Berufsrichter des Amtsgerichts hinzugezogen. Bei den Landwirtschaftsgerichten entscheiden ein Berufsrichter und zwei Beisitzer, welche praktische Landwirte sind.

### Landgericht
Am Landgericht kommt es zu Entscheidungen des Einzelrichters nur in Zivilsachen. In Strafsachen entscheiden Kollegialgerichte (entweder die Kleine oder die Große Strafkammer).
In Zivilsachen, die erstinstanzlich beim Landgericht angesiedelt sind, entscheidet die Zivilkammer als Kollegialgericht, sofern nicht die Zuständigkeit des  originären Einzelrichters (§ 348 ZPO) oder des obligatorischen Einzelrichters (§ 348a ZPO) gegeben ist.
Die Regelungen des § 348 ZPO über den originären Einzelrichter führen dazu, dass eine Entscheidung durch den Einzelrichter der Regelfall in bürgerlichen Rechtsstreitigkeiten beim Landgericht ist. Nach dieser Vorschrift entscheidet die Zivilkammer durch eines ihrer Mitglieder als Einzelrichter, es sei denn, der zuständige Richter wäre Richter auf Probe und nach dem Geschäftsverteilungsplan kürzer als ein Jahr zur Entscheidung über Zivilsachen berufen (§ 348 Abs. 1 S. 2 Nr. 1 ZPO) oder es läge eine der in § 348 Abs. 1 S. 2 Nr. 2 ZPO bezeichneten Angelegenheiten vor. Nach § 348 Abs. 3 ZPO muss der Einzelrichter die Rechtssache der Kammer vorlegen, wenn sie entweder besondere Schwierigkeiten tatsächlicher oder rechtlicher Art aufweist, grundsätzliche Bedeutung hat oder die Parteien dies übereinstimmend beantragen. Zur Übernahme der Sache durch die Zivilkammer bedarf es allerdings noch eines Kammerbeschlusses (§ 348 Abs. 3 S. 2–3 ZPO). Eine Rückübertragung der Sache auf den Einzelrichter ist ausgeschlossen (§ 348 Abs. 3 S. 4 ZPO).
Die Vorschriften über den obligatorischen Einzelrichter betreffen diejenigen Fälle, in denen keine Zuständigkeit des originären Einzelrichters gegeben ist. Hiernach kann die Zivilkammer den Fall auf den Einzelrichter übertragen, wenn er weder tatsächlich oder rechtlich schwierig ist, noch grundsätzliche Bedeutung hat, noch vor der Zivilkammer bereits mündlich verhandelt wurde (§ 348a Abs. 1 ZPO). Auch hier besteht die einmalige Möglichkeit der Vorlage des Rechtsstreits zur Übernahme durch die Kammer.
Einen Sonderfall im Rahmen der erstinstanzlichen Zuständigkeit des Landgerichts stellt die Kammer für Handelssachen dar. Hier hat der Vorsitzende nach § 349 ZPO den Rechtsstreit soweit vorzubereiten, dass er in einer mündlichen Verhandlung durch die Kammer erledigt werden kann. Nach § 349 Abs. 3 ZPO kann der Vorsitzende im Einverständnis mit den Parteien auch im Übrigen an Stelle der Kammer, also als Einzelrichter, entscheiden.
Im Berufungsverfahren entscheiden grundsätzlich  Kollegialgerichte (die Kammer des Landgerichts oder der Senat des Oberlandesgerichts). Allerdings sieht § 526 Abs. 1 ZPO vor, dass der Rechtsstreit zur Entscheidung auf den Einzelrichter übertragen werden kann, wenn die angefochtene Entscheidung von einem Einzelrichter stammte, die Sache weder rechtlich noch tatsächlich schwierig ist und keine grundsätzliche Bedeutung aufweist.

### Oberlandesgericht
Entscheidungen des Oberlandesgerichts können in Zivilsachen durch den Einzelrichter ergehen, wenn das Oberlandesgericht eine Berufung gegen ein Urteil des Landgerichts verhandelt, das seinerseits durch den Einzelrichter einer Zivilkammer des Landgerichts erlassen wurde, wenn die weiteren Voraussetzungen des § 526 Abs. 1 ZPO gegeben sind. Ebenso kann der Senat für Bußgeldsachen durch den Einzelrichter entscheiden.

### Bundesgerichtshof
Seiner Bedeutung entsprechend entscheidet der Bundesgerichtshof regelmäßig durch als Kollegialgerichte ausgestaltete Spruchkörper. Als Einzelrichter wird jedoch der Ermittlungsrichter beim Bundesgerichtshof tätig.

## Arbeitsgerichtsbarkeit
In der Arbeitsgerichtsbarkeit sind die Spruchkörper beim Arbeitsgericht und beim Landesarbeitsgericht durch einen Berufsrichter und je einen Vertreter der Arbeitnehmerseite und der Arbeitgeberseite besetzt. Zu einer Entscheidung des Einzelrichters kann es beim Arbeitsgericht kommen, wenn die Parteien im Gütetermin einvernehmlich die Entscheidung des Rechtsstreits durch den Vorsitzenden der Kammer beantragen.

## Verwaltungsgerichtsbarkeit
Nach § 6 VwGO soll die Kammer des Verwaltungsgerichts den Rechtsstreit zur Entscheidung auf den Einzelrichter übertragen, wenn die Sache weder tatsächlich noch rechtlich besonders schwierig ist und keine grundsätzliche Bedeutung aufweist. Mit Zustimmung der Beteiligten kann nach § 87a Abs. 2 VwGO auch sonst der Vorsitzende (oder, soweit bestellt, nach Abs. 3 der Berichterstatter) anstelle der Kammer oder des Senats entscheiden.

## Finanzgerichtsbarkeit
Für das Verfahren vor den Finanzgerichten sieht § 6 FGO vor, dass der Senat den Rechtsstreit auf einen Einzelrichter übertragen kann, wenn die Sache weder tatsächlich noch rechtlich besonders schwierig ist und keine grundsätzliche Bedeutung aufweist.

## Sozialgerichtsbarkeit
Die Sozialgerichte entscheiden in erster Instanz grundsätzlich durch Kammern, die mit einem Berufsrichter und zwei ehrenamtlichen Richtern als Beisitzern besetzt sind, siehe § 12 SGG. In den übergeordneten Instanzen entscheiden Senate, welche mit drei Berufsrichtern und zwei ehrenamtlichen Richtern besetzt sind.